# 万宜坊

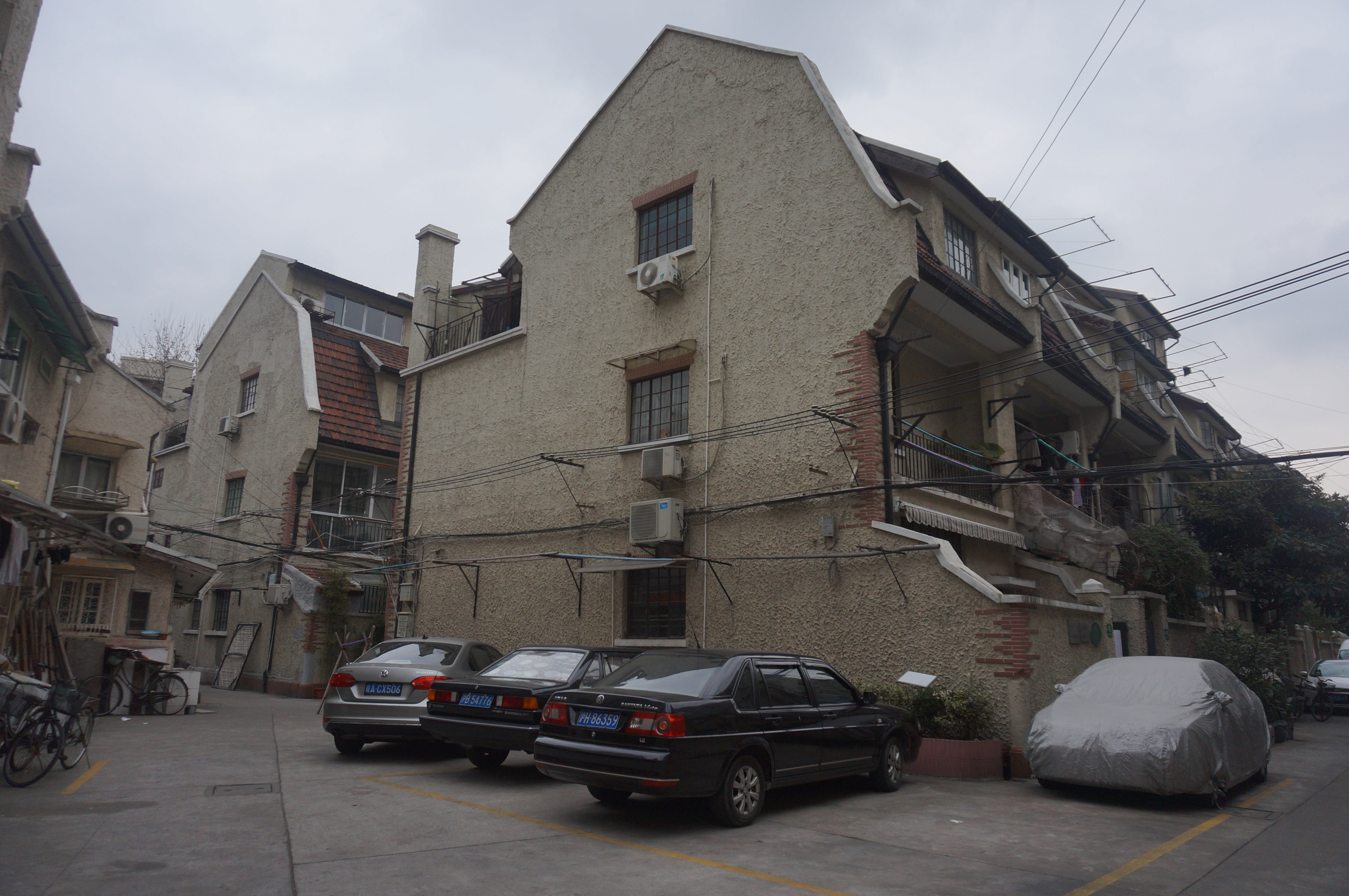

万宜坊是中国上海的一处历史建筑，即黄浦区（原卢湾区）重庆南路205弄（5-94号）。原名为: Auvergne Terrace，原地址为Passage 201 Avenue Dubail.
万宜坊位于上海法租界中心，是建于20世纪初的新式里弄房屋。西侧的吕班路（重庆南路）通行有轨电车。
抗日战争期间，大批天主教上层信徒从华界董家渡搬家到法租界圣伯多禄堂和震旦大学附近居住，其中朱志尧住在万宜坊41号。
2015年，万宜坊被列为第四批上海市优秀历史建筑。此前在2006年1月9日，万宜坊13号胡敦复旧居和万宜坊38号钱杏邨、蒋光慈旧居已被列为卢湾区登记不可移动文物。万宜坊53号为邹韬奋故居，辟为韬奋纪念馆，并列为上海市文物保护单位。